# Niestener Mühle
Die Niestener Mühle ist eine ehemalige Getreidemühle am nördlichen Ortsrand des Weismainer Ortsteils Niesten. Angetrieben wurde die Mühle durch den Niestener Mühlbach, einen linken Nebenfluss der Krassach. Als geschütztes Baudenkmal wird die Mühle vom Bayerischen Landesamt für Denkmalpflege unter der Denkmalnummer D-4-78-176-131 geführt.

## Geschichte

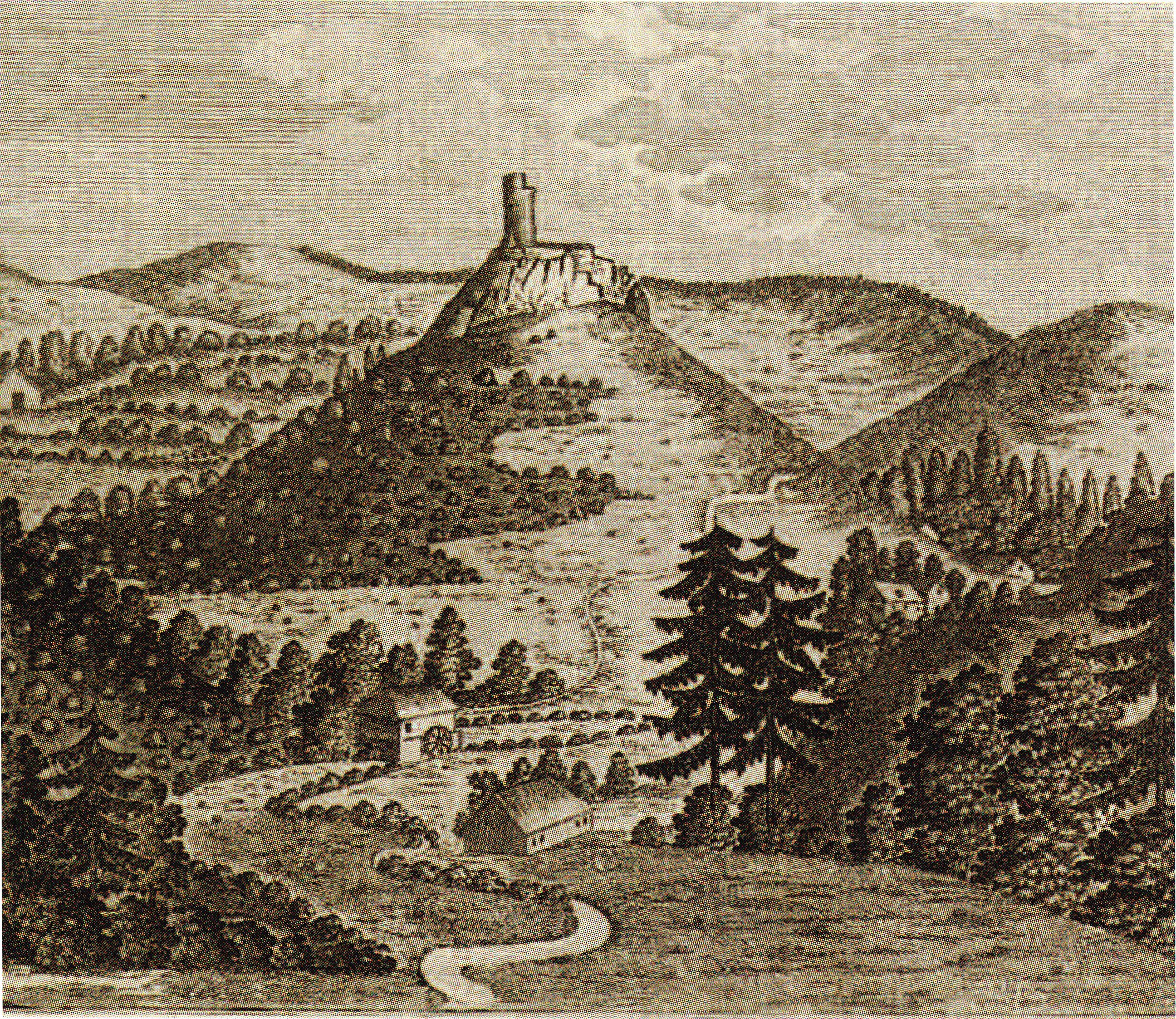
Die Niestener Mühle unterhalb der Burgruine Niesten auf einem Stich aus dem Jahr 1855.

Die Niestener Mühle wurde im 16. Jahrhundert im Auftrag des Bamberger Fürstbischofs auf landesherrlichem Boden erbaut. Zur Mühle gehörten ein Weiher, 1,5 Tagwerk Wiese sowie eine Hutweide. 1593 wurde die Mühle für 600 Gulden verkauft. Der Kaufpreis wurde in drei Raten zu je 200 Gulden in den Jahren 1594–1596 gezahlt. Hinzu kamen jährlich ein halber Gulden an Michaeli sowie eine Fastnachtshenne für den bischöflichen Kasten.
Im Jahr 1801 wurde die Mühle als „geringe Mahlmühle mit Haus, Stadel, und einem oberschlächtigen Gang, welcher vom Dorschbrünnlein und dem Heilbronnen getrieben wird“ beschrieben. Der Mühlbetrieb wurde 1920 eingestellt. Ab 1925 diente sie mehrere Jahrzehnte als Wandererpension. In den 1930er Jahren wurde sie von Victor Staeffler betrieben. Heute ist sie ein privates Wohnhaus.

## Architektur
Das Mühlengebäude besteht aus einem massiven Erdgeschoss aus Sandsteinquadern und darüberliegendem Fachwerkgeschoss, das auf das 17./18. Jahrhundert datiert wird. Die verwendeten Steine in den Grundmauern des Gebäudes stammen aus der 1747 abgerissenen Burg Niesten. Abgeschlossen wird die Mühle durch ein Walmdach.